# Pipín Ferreras
Francisco Rodríguez, más conocido como Pipín Ferreras (Matanzas, Cuba, 18 de enero de 1962), es un buzo de inmersión libre o apneísta, cubano nacionalizado estadounidense.

## Apneísta
Consiguió su primer récord de buceo libre sin límites el 16 de noviembre de 1989 al lograr descender a una profundidad de 112 m. De esta forma se convirtió en el sucesor de Enzo Maiorca y Jacques Mayol, quienes rivalizaron en este deporte durante las décadas de 1960 y 1970. En 1994, Pipín viajó a Italia para realizar una exhibición, lugar en donde conoció a su competidor Umberto Pelizzari. Tras su viaje a Europa, decidió establecerse en Florida, Estados Unidos. 
En 1996 viajó a Cabo San Lucas para intentar romper sus propias marcas. Ahí conoció a quien fue su esposa, la francesa Audrey Mestre, estudiante de Biología marina quien además participó con su equipo de buzos de apoyo. En 1998, ambos lograron descender a una profundidad de 115 m en Gran Caimán, sin embargo la marca no fue oficial para las autoridades deportivas.
Por su parte, Umberto Pellizzari estableció un nuevo récord al bajar a 150 m de profundidad. En enero de 2000, Pipín Ferreras, en compañía de su esposa, viajó a Cozumel para intentar superar el nuevo récord. El 15 de enero, por las condiciones climáticas, Audrey tuvo que suspender la prueba en la que pretendía romper su propio récord de 117 m, el día 16 Pipín logró descender a 162 m, sin embargo ascendió a la superficie en forma semiconsciente, al ser asistido por Audrey su inmersión no valió para el récord. Dos días más tarde, repitió la inmersión a 162 en un tiempo de tres minutos y doce segundos, de esta manera batió por 12 m el récord de Pellizzari.

## Muerte de Audrey y récord de 171 m
El 12 de octubre de 2002 su esposa, Audrey, falleció en República Dominicana al intentar descender a 170 m para imponer un nuevo récord mundial, especialmente para superar a Tanya Streeter, quien había logrado sumergirse a 160 m. Audrey logró descender a 171 m, sin embargo tuvo problemas en el ascenso, al transcurrir cuatro minutos Pipín se sumergió para ayudarla, al regresar a la superficie intentaron sin éxito revivirla habían pasado casi nueve minutos desde el inicio de la inmersión.
Un año más tarde, el 12 de octubre de 2003, Pipín descendió a 171 m, la inmersión duró dos minutos y treinta y ocho segundos, de acuerdo a los datos por telemetría las pulsaciones de su corazón disminuyeron a veinte por minuto.

## Difusión
Realizó varios programas televisivos para mostrar el mundo submarino. Su logros, y los de Audrey, pretenden ser llevados al cine por el director Martin Campbell en la película The Dive, la cual estaría basada en el libro escrito por Pipín Ferreras y del que logró vender más de cuatro millones de copias.

## Escuela de Buceo en República Dominicana
En diciembre de 2017 durante un artículo en un periódico dominicano, Pipín anuncia que establecerá una escuela de buceo en Boca Chica, República Dominicana. Donde en la misma se impartirán clases de buceo y excursiones marinas.